# Hetta Inlet

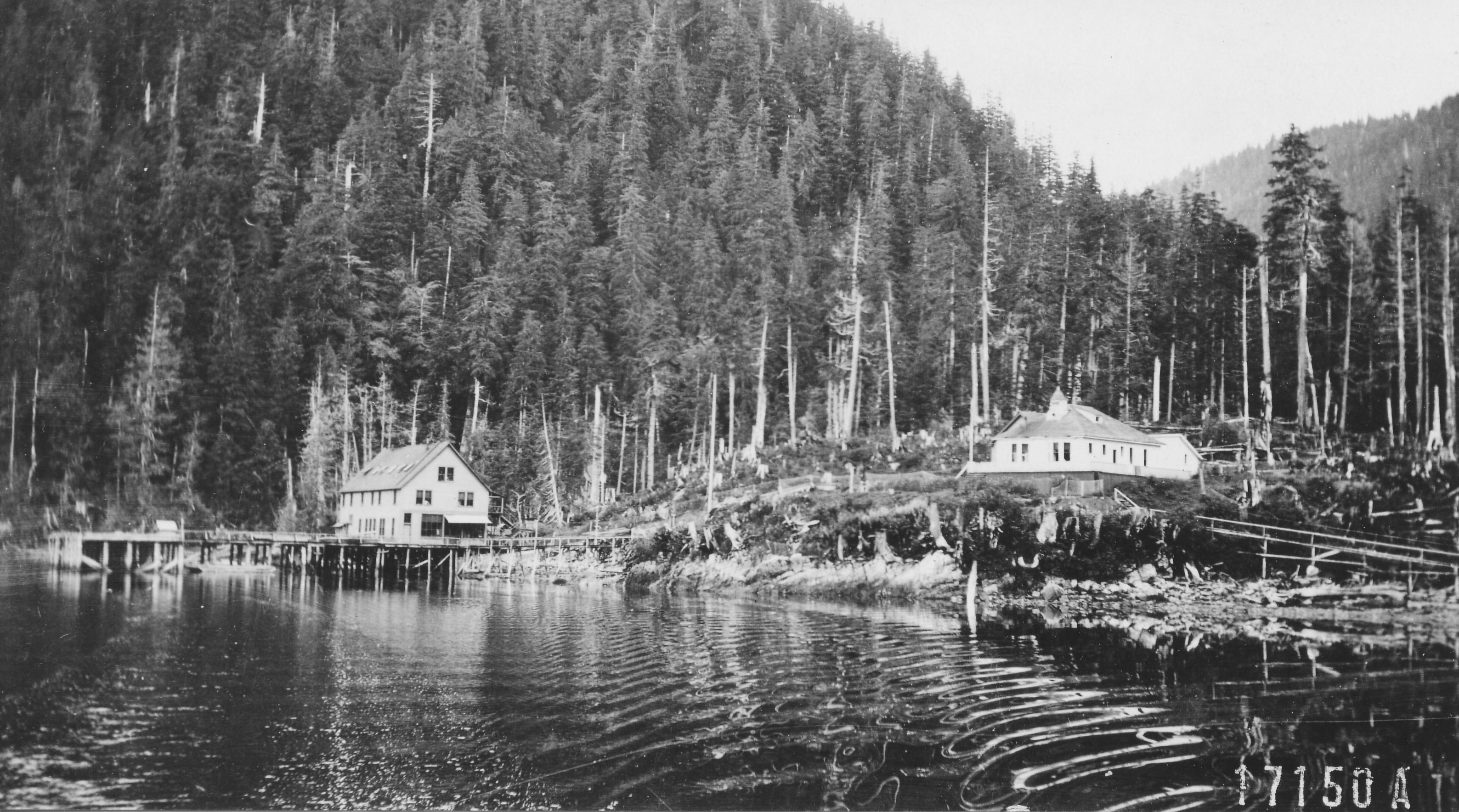
Sulzer was een kleine gemeenschap aan de oever van Hetta Inlet in het Tongass National Forest.

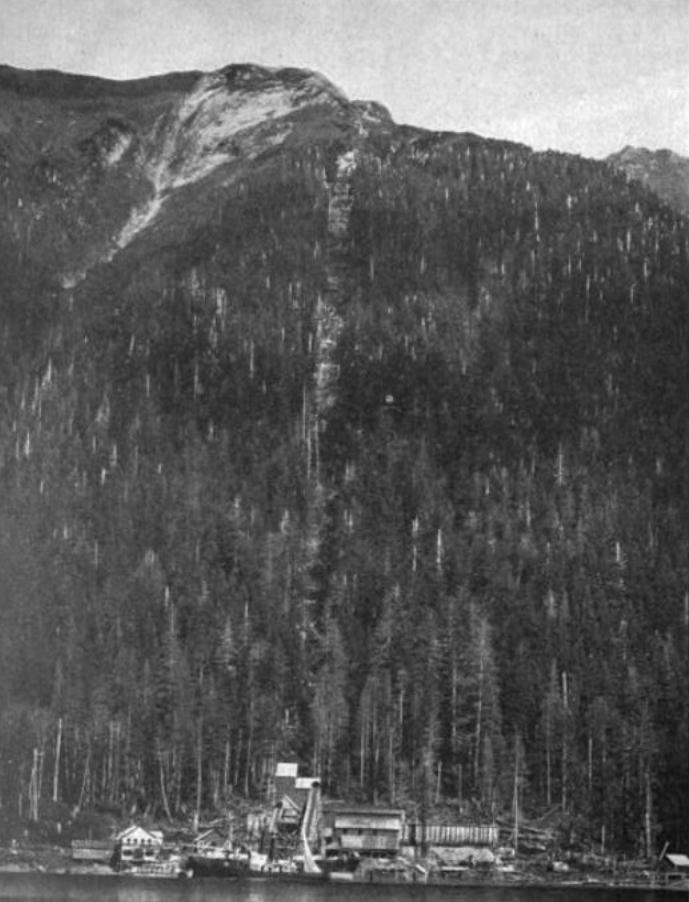
De nederzetting Coppermount lag aan de Hetta Inlet.

De Hetta Inlet is een inham in de Alexanderarchipel in de Alaska Panhandle in het zuidoosten van Alaska in de Verenigde Staten.

## Geografie
De inham ligt voor de zuidwestkust van het Prins van Waleseiland en voor de oostkust van Sukkwan Island. In het zuiden mondt ze uit in Cordova Bay. Vanuit het noordwesten mondt de Sukkwan Strait uit in de Hetta Inlet.
De oevers zijn abrupt vanaf de waterkant en de kanalen en inhammen zijn diep. De kop van de inham wordt door een waterscheiding gescheiden van Cholmondeley Sound aan de oostkust van het Prins van Waleseiland.
De inham grenst aan de westkant aan land van het Tongass National Forest, dat is opgenomen in het 5.550 hectare grote Hydaburg Roadless Area.
Het waterlichaam ligt in de mariene ecoregio Noord-Amerikaans Pacifisch Fjordland.

## Geschiedenis
Een pad over de waterscheiding was een verbinding in de postroute naar de mijnnederzettingen Coppermount en Sulzer. Vracht werd geleverd door kleine stoomschepen vanuit Ketchikan en ook door schepen vanuit de Puget Sound, die af en toe de kampen langs de inham aandeden.